# Крістофер Мур
Крістофер Мур (англ. Christopher Moore, нар. 1 січня 1957, Огайо, США) — американський прозаїк.

## Життя
Крістофер Мур народився в 1957 році в Толедо, штат Огайо і виріс в Менсфілді, штат Огайо. Почуття гумору, за власним визнанням, успадкував від батька, багато років прослужив в дорожній поліції — тому часто доводилося витягувати жертви аварій з палаючих покручених автомобілів. В юності крив дахи, на керамічній фабриці ліпив статуетки з біблійними сценами (зокрема, прославився тим, що виготовив немовля Ісуса з личком негідника), торгував страховими полісами, був фотографом, диск-жокеєм, журналістом, клерком мотелю і обслуговував столики в італійському ресторані, але кинув, бо було важко утримувати рівновагу. Писати книги хотів з 12 років, але почав тільки в тридцять. Крістофер покинув пити і почав писати.
Улюблений письменник — Джон Стейнбек («більше ніхто з таким співчуттям чи не сміється над маленькими людьми»). Все життя провів у стані паніки. Чи не гомосексуал, що не індіанець, неодружений, не п'є, називає себе «говорить тваринки». Живе в каліфорнійському містечку, населення якого складає 18 осіб, а з передмістями — 18 осіб та 4 корови (Біг Сюр, Каліфорнія). Любить музику без слів, тому що сам пише пісні. Автор одинадцяти романів, перекладених практично на всі європейські мови, включаючи мурашиний і собачий.
Крістофер Мур навчався в Університеті штату Огайо і Brooks Institute of Photography в Санта-Барбарі. Він переїхав до Каліфорнії, коли йому було 19 років, і жив на центральному узбережжі до 2003 року, потім він переїхав на Гаваї.

## Інтерв'ю
«Рік потому я закінчив „Практичне демоноводство“, і через рік після цього Дісней купив права на фільм за книгою, і (як вони кажуть), найголовніше — аванс з шести цифр. Незабаром книгу купили видавці в семи країнах, і люди запитували мене, коли вийде наступна. Я подумав, що раз знадобилося 32 роки, щоб написати перший, то другий я закінчу десь до 2023. Але у мене з'явилися читачі і вони не хотіли чекати. Під час збору матеріалів для „Демоноводства“ я весь час натикався на сліди ошуканців: богів, єдиною метою яких, здавалося, було публічно потрапити в халепу. Я хотів привести одного такого бога, американського аборигена Койота, в сучасний мір.»
"Зрештою я опинився в Монтані в резервації Кроу, де жив у трейлері з 300-фунтовим бундючним фотографом (це інша історія, взагалі-то), і рік потому «Coyote Blue» купили Саймон і Шустер. Мій редактор, Майкл Корда, хотів, щоб моєю наступною книгою була книга про вампірів, і, вважаючи, що все так і буде, я рішуче перетворив сусідську дівчину в вампіра. Тепер переді мною був термін, довга підготовка не входила в план і я переніс події в Сан-Франциско, який всього за декілька годин від того місця, де я живу. 18 місяців потому я наводив лиск на історію Томмі і Джоді: «Bloodsucking Fiends, a love story». «Bloodsucking Fiends» були кинуті у вільне падіння в 95 році. Тим часом я провів літо в Мікронезії, на одному із зовнішніх островів Яп [Тяв (старий фан)] (я знаю, це звучить, як місце, де вони розводять дрібних дзявкучих шавок, але якщо це й так, то для їжі, і ви не бачать навколо себе на острові собачих зграй).
«Зараз (липень 96) я пишу нову книгу, яка попередньо названа „Island of the Sequined Luv Nun“. Це історія корпоративного пілота, який розбиває реактивний літак і втрачає ліцензію, і, нарешті, знаходить роботу на тихоокеанському острові льотчиком у лікаря-місіонера. І, звичайно, є щось надприродне в цьому острові.» — розповідав Крістофер Мур, 1996 р.

## Містичний роман про французьких імпресіоністів
Американський письменник Крістофер Мур, з яким український читач знайомий давно, досить стисло пише про самі різні місця і події. Але де б і що б не відбувалося в його книгах, в них завжди присутні три компоненти: демони, руйнування і сексуальні стосунки. Так було в населеному вампірами Сан-Франциско, в мікроскопічному каліфорнійському містечку, в бухті якого спливав давній ящір, в стародавній Юдеї, у старовинній Англії, по якій брів шекспірівський Лір … Зрозуміло, що, взявшись за книгу про життя та долі французьких художників-імпресіоністів, Мур не змінив собі.
Сам Мур в інтерв'ю порталу amazon.com говорив, що на книгу про імпресіоністів його наштовхнула стаття про дивні обставини самогубства Вінсента Ван Гога. «Мені здалося дивним, що художник, кинувши мольберт, йде стрілятися в глиб кукурудзяного поля, стріляє собі в груди, після чого проходить приблизно милю до будинку доктора Гаше, до якого звертається за допомогою, — чи не дивина для самовбивці така поведінка?». Вирішивши для себе, що художник був застрелений, Мур за своїм звичаєм почав будувати непросту конструкцію з реальних і придуманих імен навколо Монмартру, Латинського кварталу і взагалі Парижа останньої чверті XIX століття.
Серед героїв Sacre Bleu і тих, хто користувався однойменною фарбою, вручну зробленої загадковим Красовщіком, — Едуар Мане, Жорж Сера, Огюст Ренуар, Берта Морізо, Поль Гоген, Каміль Піссарро — кожен з них, спробувавши цю фарбу, дивним чином втрачав у своїй особистій історії дні, тижні, місяці. Але розгадати таємницю вбивства Ван Гога і одночасно — загадкової синяви, що йде, як з'ясувалося, крізь століття, через всю історію мистецтва, намагаються лише двоє друзів. Це реальний Анрі Тулуз-Лотрек, горбань, виродок, еротоман, геніальний завсідник потайних кімнат паризьких борделів і кабаре, і вигаданий Муром добромисний, але одержимий живописом булочник Люсьєн Лессара.

## Творчість

### Фільми
Тупий янгол

### Номінації
Goodreads Choice Award в номінації «Художня література»

### Нагорода
Goodreads Choice Award в номінації «Гумор»

### Книги
Серія «Капшук з Песих Мусек»
- Дурень
- Венеціанський аспид

Серія «Любовна історія»
- Вампіри
- На підсосі. Історія кохання[7]
- Викуси. Історія кохання

Серія «Хвойна Бухта»
- Практичне демоноводство[8]
- Ящір пристрасті з бухти смутку
- Найдурніший янгол

Поза серій
- Sacre Bleu. Комедія д'іскусства
- Агнець. Євангеліє від Шмяка, друга дитинства Ісуса Христа
- Азійський рецепт
- Брудна робота

## Переклади українською
- Крістофер Мур. Дурень / пер. з анг. Ольга Тільна. — Х. : Фабула, 2021. — 384 с. — ISBN 978-617-522-024-5.

## Розповіді
- «Our Lady of the Fishnet Stockings» (1987)
- «Cat's Karma» (1987)